# Équipe d'Autriche masculine de handball au Championnat du monde 2021
Cet article relate le parcours de l'équipe d'Autriche masculine de handball lors du Championnat du monde 2021 qui a lieu en Égypte en janvier 2021. Il s'agit de la 7e participation de l'Autriche aux Championnats du monde.

## Présentation

### Qualification
Arrivée 8e au championnat d'Europe 2020, l'Autriche est sélectionnée pour les barrages des qualifications européennes (en) se déroulant en juin 2020.
En conséquence de la pandémie de Covid-19, la Fédération européenne de handball annonce le 24 avril 2020 l'annulation des qualifications et d’attribuer les 10 places selon le classement final du championnat d'Europe 2020.

## Résultats

### Tour préliminaire
Le Autriche évolue dans le groupe E.
|   | Équipe   | Pts | J | G | N | P | Bp | Bc  | Diff |
| - | -------- | --- | - | - | - | - | -- | --- | ---- |
| 1 | France   | 6   | 3 | 3 | 0 | 0 | 88 | 76  | 12   |
| 2 | Norvège  | 4   | 3 | 2 | 0 | 1 | 93 | 82  | 11   |
| 3 | Suisse   | 2   | 3 | 1 | 0 | 2 | 77 | 81  | -4   |
| 4 | Autriche | 0   | 3 | 0 | 0 | 3 | 82 | 101 | -19  |

| 14 janvier 2021 19h00 | Autriche       | 25 – 28   | Suisse        | Handball Hall, Ville du 6 Octobre Arbitrage : Majid Kolahdouzan et Mousavian |
| 14 janvier 2021 19h00 | Robert Weber 7 | (13 – 13) | Andy Schmid 7 | Handball Hall, Ville du 6 Octobre Arbitrage : Majid Kolahdouzan et Mousavian |
| 14 janvier 2021 19h00 | ×1 ×7 ×1       | Rapport   | ×1 ×4         | Handball Hall, Ville du 6 Octobre Arbitrage : Majid Kolahdouzan et Mousavian |

| 16 janvier 2021 19h00 | Autriche        | 28 – 35   | France             | Handball Hall, Ville du 6 Octobre Arbitrage : Julian Grillo, Sebastian Lenci |
| 16 janvier 2021 19h00 | Tobias Wagner 7 | (13 – 17) | Fabregas, Guigou 4 | Handball Hall, Ville du 6 Octobre Arbitrage : Julian Grillo, Sebastian Lenci |
| 16 janvier 2021 19h00 | ×3              | Rapport   | ×1 ×4              | Handball Hall, Ville du 6 Octobre Arbitrage : Julian Grillo, Sebastian Lenci |

| 18 janvier 2021 21h30 | Norvège          | 38 – 29   | Autriche                      | Handball Hall, Ville du 6 Octobre Arbitrage : Ignacio García et Andreu Marin |
| 18 janvier 2021 21h30 | Sander Sagosen 9 | (20 – 17) | Robert Weber, Tobias Wagner 6 | Handball Hall, Ville du 6 Octobre Arbitrage : Ignacio García et Andreu Marin |
| 18 janvier 2021 21h30 | ×1 ×4            | Rapport   | ×1 ×4                         | Handball Hall, Ville du 6 Octobre Arbitrage : Ignacio García et Andreu Marin |

### Tour principal
|   | Équipe       | Pts | J | G | N | P | Bp  | Bc  | Diff |
| - | ------------ | --- | - | - | - | - | --- | --- | ---- |
| 1 | Autriche     | 6   | 3 | 3 | 0 | 0 | 105 | 82  | 23   |
| 2 | Chili        | 4   | 3 | 2 | 0 | 1 | 103 | 83  | 20   |
| 3 | Maroc        | 2   | 3 | 1 | 0 | 2 | 71  | 89  | -18  |
| 4 | Corée du Sud | 0   | 3 | 0 | 0 | 3 | 87  | 112 | -25  |

| 20 janvier 2021 19h00 | Autriche            | 36–22   | Maroc            | Handball Hall, « nouvelle capitale » Arbitrage : Arthur Brunner, Morad Salah |
| 20 janvier 2021 19h00 | Sebastian Frimmel 9 | (17-14) | Rezzouki Reida 7 | Handball Hall, « nouvelle capitale » Arbitrage : Arthur Brunner, Morad Salah |
| 20 janvier 2021 19h00 | ×2 ×5               | Rapport | ×4               | Handball Hall, « nouvelle capitale » Arbitrage : Arthur Brunner, Morad Salah |

| 22 janvier 2021 19h00 | Autriche            | 33–31     | Chili            | Handball Hall, « nouvelle capitale » Arbitrage : Arthur Brunner et Morad Salad |
| 22 janvier 2021 19h00 | Sebastian Frimmel 8 | (14 - 15) | Erwin Feuchtmann | Handball Hall, « nouvelle capitale » Arbitrage : Arthur Brunner et Morad Salad |
| 22 janvier 2021 19h00 | ×1                  | Rapport   | ×7 ×1            | Handball Hall, « nouvelle capitale » Arbitrage : Arthur Brunner et Morad Salad |

| 24 janvier 2021 19h00 | Corée du Sud                 | 29 - 36   | Autriche            | Handball Hall, « nouvelle capitale » Arbitrage : Emam, Hedaia |
| 24 janvier 2021 19h00 | Kim Jin-young, Kang Jun-gu 4 | (14 - 18) | Julian Pratschner 9 | Handball Hall, « nouvelle capitale » Arbitrage : Emam, Hedaia |
| 24 janvier 2021 19h00 | ×1                           | Rapport   | ×2 ×3               | Handball Hall, « nouvelle capitale » Arbitrage : Emam, Hedaia |

### Match pour la25eplace
| 27 janvier 2021 18h30 | Tunisie        | 37 – 33 | Autriche                           | Handball Hall, « nouvelle capitale » Arbitrage : Julian Grillo et Sebatian Lenci |
| 27 janvier 2021 18h30 | Mosbah Sanai 8 | (19–16) | Sebastian Frimmel, Tobias Wagner 7 | Handball Hall, « nouvelle capitale » Arbitrage : Julian Grillo et Sebatian Lenci |
| 27 janvier 2021 18h30 | ×2 ×4          | Rapport | ×2 ×3                              | Handball Hall, « nouvelle capitale » Arbitrage : Julian Grillo et Sebatian Lenci |

## Statistiques et récompenses

### Buteurs
| Rang  | Joueur             | Tot. | Tirs | %     | MJ | Moy. |
| ----- | ------------------ | ---- | ---- | ----- | -- | ---- |
| 1     | Robert Weber       | 32   | 47   | 68 %  | 7  | 4,6  |
| 2     | Sebastian Frimmel  | 31   | 41   | 76 %  | 6  | 5,2  |
| 3     | Lukas Hutecek      | 29   | 50   | 58 %  | 7  | 4,1  |
| 4     | Tobias Wagner      | 26   | 33   | 79 %  | 7  | 3,7  |
| 5     | Boris Zivkovic     | 15   | 35   | 43 %  | 6  | 2,5  |
| 6     | Julian Ranftl      | 12   | 14   | 86 %  | 6  | 2    |
| 7     | Nikola Stevanovic  | 10   | 17   | 58 %  | 7  | 1,4  |
| 8     | Balthasar Huber    | 10   | 11   | 91 %  | 6  | 1,7  |
| 9     | Jakob Jochmann     | 9    | 11   | 82 %  | 6  | 1,5  |
| 10    | Julian Pratschner  | 9    | 15   | 60 %  | 5  | 1,8  |
| 11    | Lukas Herburger    | 8    | 10   | 80 %  | 7  | 1,1  |
| 12    | Daniel Dicker      | 7    | 13   | 54 %  | 5  | 1,4  |
| 13    | Gerald Zeiner      | 6    | 7    | 86 %  | 5  | 1,2  |
| 14    | Maximilian Hermann | 6    | 7    | 86 %  | 7  | 0,9  |
| 15    | Dominik Schmid     | 5    | 8    | 63 %  | 5  | 1    |
| 16    | Antonio Juric      | 2    | 2    | 100 % | 2  | 1    |
| 17    | Florian Kaiper     | 1    | 1    | 100 % | 4  | 0,3  |
| 18    | Thomas Eichberger  | 1    | 1    | 100 % | 6  | 0,2  |
| 19    | Christoph Neuhold  | 1    | 3    | 33 %  | 4  | 0,3  |
| Total | Total              | 220  | 327  | 67 %  | 7  | 46,7 |

### Gardiens de but
| N°    | Nom               | %    | Arrêts | Tirs | MJ | Moy. |
| ----- | ----------------- | ---- | ------ | ---- | -- | ---- |
| 1     | Thomas Eichberger | 32 % | 34     | 105  | 6  | 6    |
| 2     | Thomas Bauer      | 22 % | 19     | 86   | 4  | 4,8  |
| 3     | Florian Kaiper    | 20 % | 18     | 91   | 4  | 4,5  |
| Total | Total             | 25 % | 72     | 292  | 7  | 10,3 |